# LP (cantant)
|  | No s'ha de confondre amb LP. |

Laura Pergolizzi (Long Island, 18 de març de 1981), coneguda com a LP, és una cantant i compositora estatunidenca. Es va traslladar a Los Angeles el 2010.
Ha publicat cinc àlbums i un elapé. Ha escrit cançons per a altres artistes inclosos Cher, Backstreet Boys, Rihanna, Mylène Farmer i Christina Aguilera.